# Радар-Куме
Радар-Куме (перс. راداركومه) — село в Ірані, у дегестані Чаф, в Центральному бахші, шагрестані Лянґаруд остану Ґілян. За даними перепису 2006 року, його населення становило 306 осіб, що проживали у складі 87 сімей.

## Клімат
Середня річна температура становить 14,93°C, середня максимальна – 28,52°C, а середня мінімальна – 1,08°C. Середня річна кількість опадів – 1141 мм.
| Клімат поселення                              | Клімат поселення | Клімат поселення | Клімат поселення | Клімат поселення | Клімат поселення | Клімат поселення | Клімат поселення | Клімат поселення | Клімат поселення | Клімат поселення | Клімат поселення | Клімат поселення | Клімат поселення |
| Показник                                      | Січ.             | Лют.             | Бер.             | Квіт.            | Трав.            | Черв.            | Лип.             | Серп.            | Вер.             | Жовт.            | Лист.            | Груд.            |                  |
| Середній максимум, °C                         | 9,69             | 9,83             | 12,16            | 17,54            | 21,74            | 25,81            | 28,52            | 28,34            | 25,52            | 21,10            | 16,37            | 12,17            |                  |
| Середня температура, °C                       | 5,38             | 5,52             | 7,85             | 13,24            | 17,43            | 21,50            | 24,56            | 24,36            | 21,54            | 17,13            | 12,39            | 8,21             |                  |
| Середній мінімум, °C                          | 1,08             | 1,22             | 3,54             | 8,94             | 13,12            | 17,22            | 20,58            | 20,39            | 17,58            | 13,17            | 8,41             | 4,23             |                  |
| Норма опадів, мм                              | 102              | 87               | 83               | 42               | 43               | 34               | 33               | 61               | 137              | 221              | 168              | 130              |                  |
| Середньомісячна швидкість вітру, м/с          | 2.40             | 2.50             | 2.50             | 2.44             | 2.48             | 2.71             | 2.60             | 2.32             | 2.21             | 2.09             | 2.09             | 2.20             |                  |
| Середньомісячна сонячна радіація, кДж/м²·день | 7109             | 9137             | 11061            | 15381            | 19750            | 21600            | 22090            | 18496            | 15130            | 10787            | 8624             | 6705             |                  |
| --------------------------------------------- | ---------------- | ---------------- | ---------------- | ---------------- | ---------------- | ---------------- | ---------------- | ---------------- | ---------------- | ---------------- | ---------------- | ---------------- | ---------------- |
| Джерело:                                      |                  |                  |                  |                  |                  |                  |                  |                  |                  |                  |                  |                  |                  |